# Ясенове Перше
Ясено́ве Перше — село Зеленогірської селищної громади у Подільському районі Одеської області. Населення становить 478 осіб.

## Історія
1879 року побудована дерев'яна церква
7 (20) листопада 1917 року, відповідно до Третього Універсалу Української Центральної Ради, увійшло до складу Української Народної Республіки.
1920 рік — захоплення села більшовиками.
1927 рік — побудовано перший дерев'яний міст через Кодиму.
Під час організованого радянською владою Голодомору 1932—1933 років померло щонайменше 19 жителів села.
У 1941—1944 рр.- окупація села румунськими військами.
Березень 1944 р.- звільнення села від німецько-румунських окупантів.
1980 рік — побудовано новий Будинок культури.
03.11.2005 року — встановлено хрест на місці церкви в с. Ясенове Перше.
Колищній орган місцевого самоврядування — Ясенівська сільська рада.
12 червня 2020 року, відповідно до Розпорядження Кабінету Міністрів України від № 724-р «Про визначення адміністративних центрів та затвердження територій територіальних громад Одеської області», увійшло до складу Зеленогірської селищної громади.
19 липня 2020 року, в результаті адміністративно-територіальної реформи і ліквідації Любашівського району, село увійшло до складу новоутвореного Подільського району.

## Населення
Згідно з переписом УРСР 1989 року чисельність наявного населення села становила 675 осіб, з яких 293 чоловіки та 382 жінки.
За переписом населення України 2001 року в селі мешкало 585 осіб.

### Мова
Розподіл населення за рідною мовою за даними перепису 2001 року:
| Мова       | Відсоток |
| ---------- | -------- |
| українська | 95,05 %  |
| молдовська | 2,73 %   |
| російська  | 1,37 %   |
| білоруська | 0,68 %   |